# 輝きながら…
「輝きながら…」（かがやきながら…）は、1987年7月5日に発売された德永英明4枚目のシングル。

## 概要
『BIRDS』からのリカット・シングル。
1987年のフジカラー・スーパーHRのコマーシャルソング（南野陽子が出演）に使用された。
德永の出世作としてよく知られる楽曲であるが本作はシンガーソングライターの自身が制作した楽曲では無いため、当時の德永は本作のヒットを「正直複雑で素直には喜べなかった」と語っている。
週間オリコンチャートにおいて自身初の10位以内に入り、最高4位迄上昇するヒット曲となった。

## メディアでの披露
同曲のブレイクによりTBSテレビ『ザ・ベストテン』及び日本テレビ系列『歌のトップテン』にそれぞれ初ランクイン・初出演を果たしている。1987年10月29日放送『ザ・ベストテン』で本作披露の際、サビの部分で德永の後方に座っていた年配の男性達が揃って野球帽を脱ぎ、禿げた頭髪を見せる場面を映した（ただし、德永は歌唱時に後ろを振り向いておらず、その仕掛けに全く気づかなかったという）。1987年12月24日放映『ザ・ベストテン』の「年間ベストテン」で第6位に輝き、德永は同番組に再び登場し歌唱した。

## カバー
香港の歌手譚詠麟が広東語、台湾の歌手徐懐鈺が中国語でカバー。これらのカバーは曲名が「Don't Say Goodbye」となっている。

## エピソード
1987年初発売から10年以上経過後も、サントリー「DAKARA」や西部ガス、大阪ガスエコウィルのCMソングに起用。
1997年9月27日から2000年12月31日まで、西鉄大牟田線の特急列車で徳永の故郷である柳川駅到着時の車内チャイムとして使用された。
作詞を手掛けた大津の出身地である山口県長門市仙崎の青海島観光汽船乗場前に本作の歌碑を建立。その後、"道の駅センザキッチン"が整備されたことにより同施設バス停付近に歌碑を移設されている。

## 収録曲
全作詞：大津あきら
1. 輝きながら…
作曲：鈴木キサブロー、編曲：川村栄二
2. さよならの水彩画
作曲：德永英明、編曲：武部聡志

## 主な収録アルバム
- BIRDS
- INTRO.
- Ballade of Ballade
  - タイトル曲、カップリング曲ともに収録
- シングルコレクション (1986〜1991)
- SINGLES BEST
  - タイトル曲のみ